# Pomnik Poległym i Pomordowanym na Wschodzie
Pomnik Poległym i Pomordowanym na Wschodzie – pomnik autorstwa Maksymiliana Biskupskiego znajdujący się u zbiegu ulic Muranowskiej i gen. Władysława Andersa w Warszawie.

## Opis
Pomnik przedstawia ładunek krzyży (łacińskich i prawosławnych), a także żydowską macewę i nagrobek muzułmański, umieszczony na platformie  symbolizującej wagon deportacyjny. Przed stojącą na torze kolejowym platformą ułożono 41 podkładów kolejowych, na których umieszczono nazwy pól bitewnych z września 1939 znajdujących się we wschodniej Polsce oraz nazwy miejscowości-miejsc kaźni narodu polskiego w ZSRR.
Został wybudowany ku czci Polaków poległych i pomordowanych na Wschodzie, a w szczególności wywiezionych do łagrów na Syberii oraz ofiar zbrodni katyńskiej. Głównym inicjatorem budowy monumentu był Wojciech Ziembiński. Pomnikiem opiekują się członkowie Federacji Rodzin Katyńskich i organizacji kombatanckich. 
Monument został odsłonięty 17 września 1995.
W 1999 modlił się tu Jan Paweł II podczas VII pielgrzymki do Polski. Obok pomnika w 2006 podczas pielgrzymki do Polski swoim papamobile przejeżdżał Benedykt XVI.

## Galeria

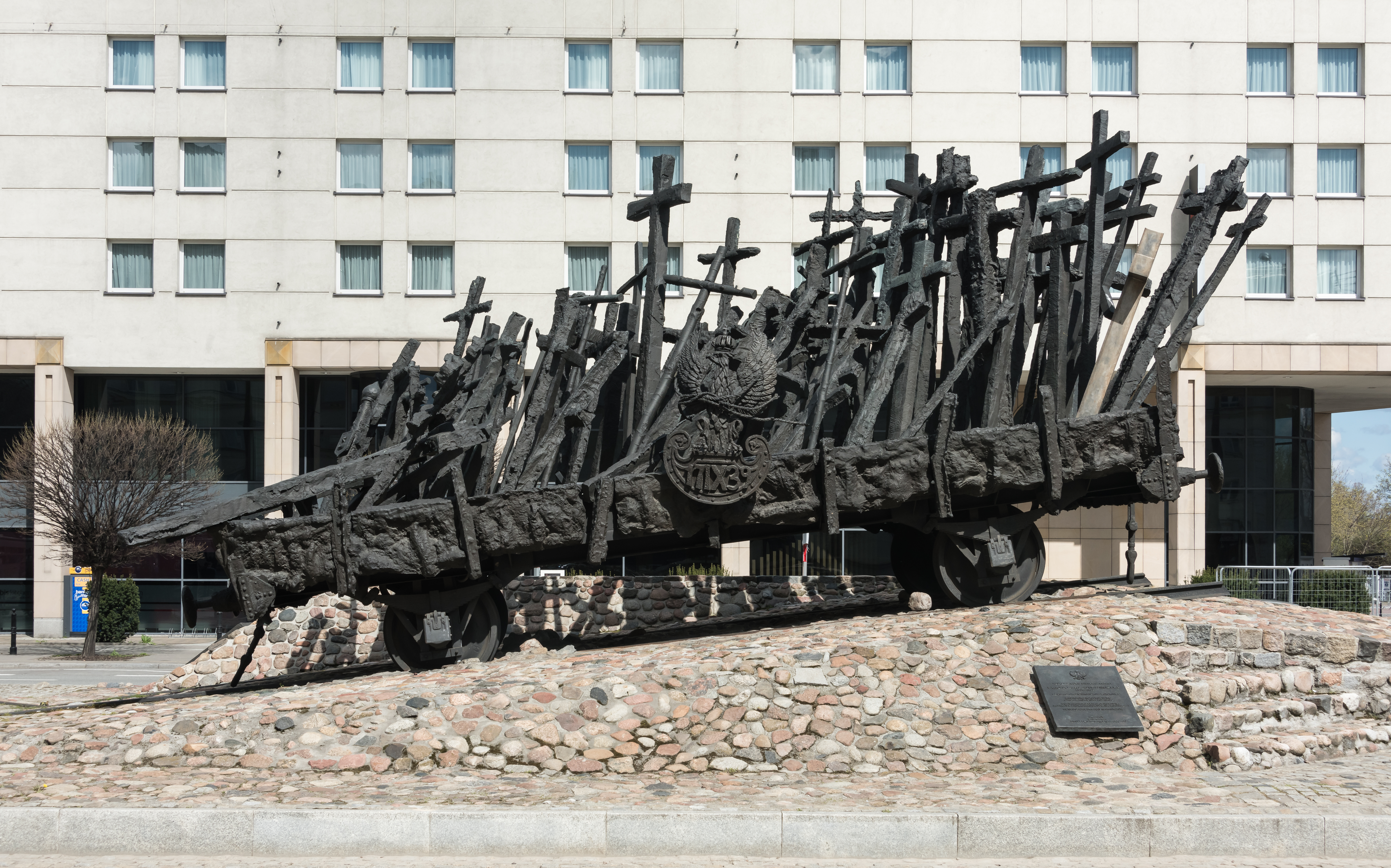
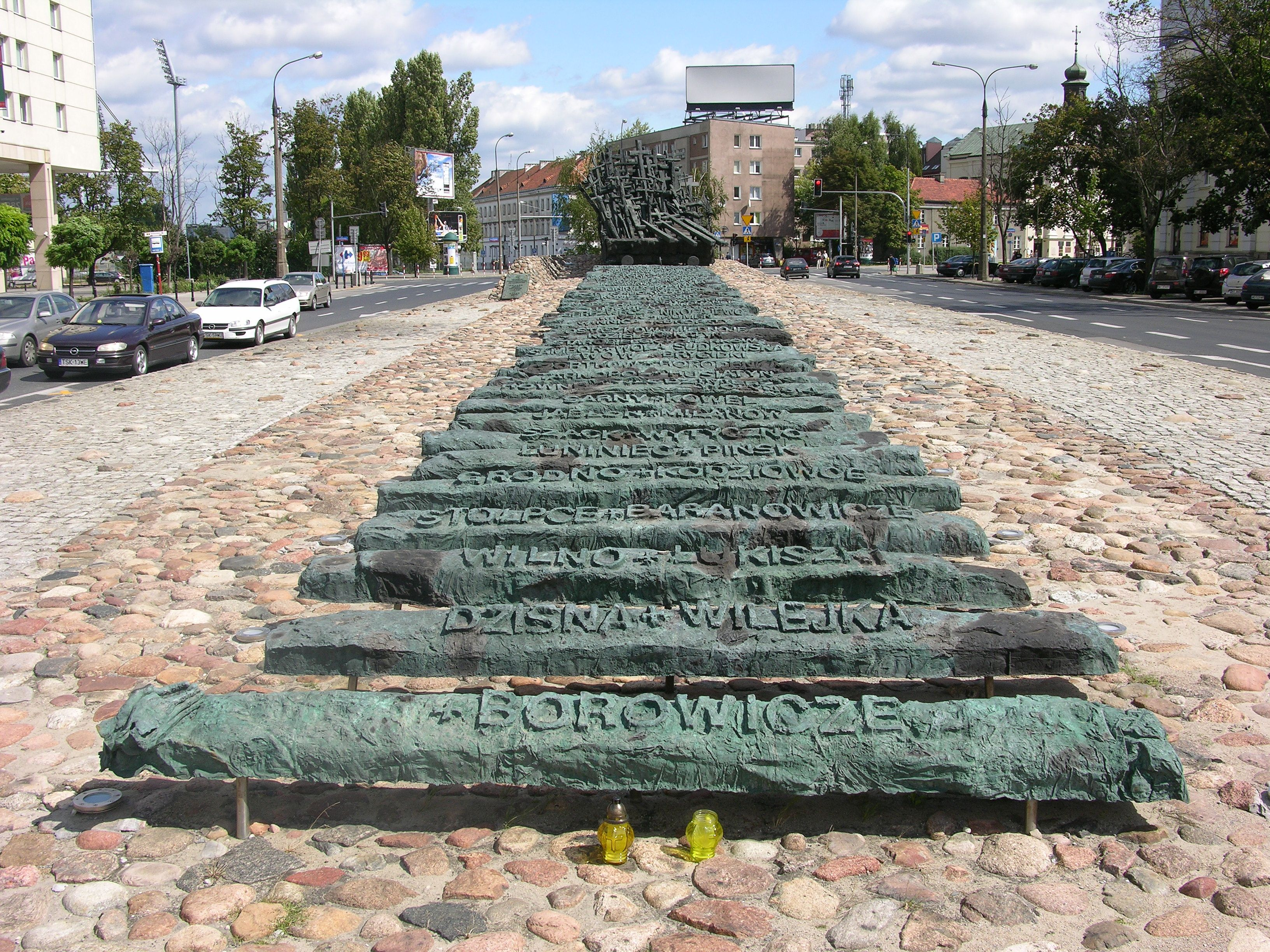
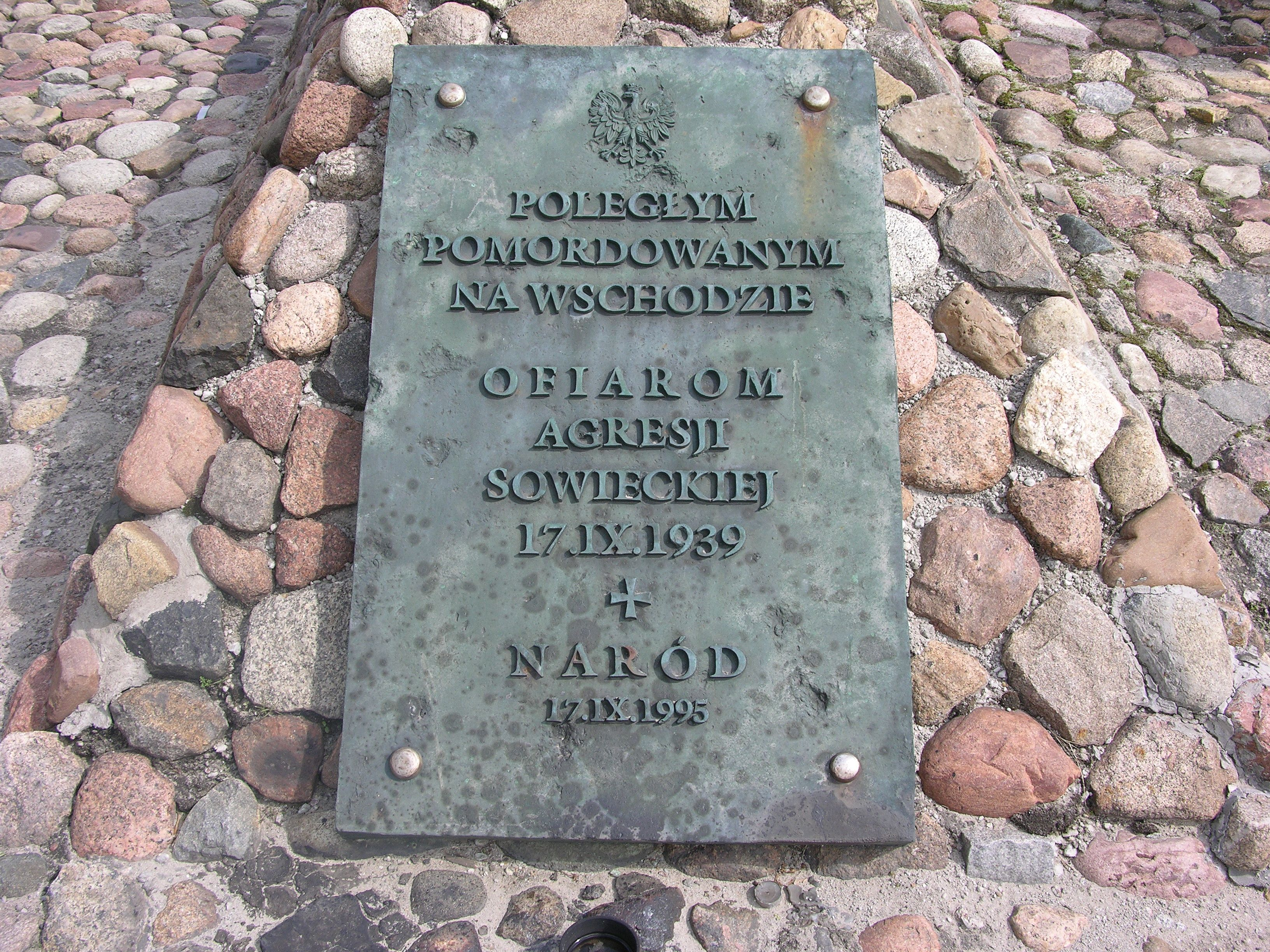